# 神威藥業
中國神威藥業集團有限公司 （港交所：2877）是一家在香港交易所上市的製藥公司。創辦人李振江先生,是在1974年收購而成立。主要生產口服液、中成藥等藥物。
总部位於中國河北省石家莊欒城縣，香港總部位於香港灣仔港灣道18號中環廣場52樓5201室。
该公司于2004年12月2日在香港上市。